# Azerbejdżan na Mistrzostwach Świata w Lekkoatletyce 2019
Azerbejdżan na Mistrzostwach Świata w Lekkoatletyce 2019 – reprezentacja Azerbejdżanu podczas mistrzostw świata w Doha liczyła 4 zawodników.

## Skład reprezentacji

### Kobiety
| Zawodniczka  | Konkurencja | Kwalifikacje | Kwalifikacje | Finał | Finał   | Źródło      |
| Zawodniczka  | Konkurencja | Wynik        | Pozycja      | Wynik | Pozycja | Źródło      |
| ------------ | ----------- | ------------ | ------------ | ----- | ------- | ----------- |
| Hanna Skydan | rzut młotem | 73,32        | 4.           | 72,83 | 7.      | [ 1 ] [ 2 ] |

### Mężczyźni
| Zawodnik       | Konkurencja | Finał | Finał   | Źródło |
| Zawodnik       | Konkurencja | Wynik | Pozycja | Źródło |
| -------------- | ----------- | ----- | ------- | ------ |
| Evans Kiplagat | maraton     | DNF   | DNF     | [ 3 ]  |

| Zawodnik       | Konkurencja | Kwalifikacje | Kwalifikacje | Finał | Finał   | Źródło      |
| Zawodnik       | Konkurencja | Wynik        | Pozycja      | Wynik | Pozycja | Źródło      |
| -------------- | ----------- | ------------ | ------------ | ----- | ------- | ----------- |
| Nazim Babayev  | trójskok    | 16,65        | 19.          | NQ    | NQ      | [ 4 ] [ 5 ] |
| Alexis Copello | trójskok    | 16,95        | 6. q         | 17,10 | 7.      | [ 4 ] [ 5 ] |